# Revue sécurité civile et industrielle
Sécurité civile et industrielle (ou S.C.I.) est une publication, éditée par France-Sélection, éditée pour la première fois en janvier 1946 .
Cette revue, maintenant à parution trimestrielle, est à destination des professionnels de la sécurité.
Les thèmes principalement traités sont : incendie, sécurité, sûreté, prévention, gestion des risques, secourisme, ...
Lors de l'année 2007, cette publication a édité son 500e numéro.